# Agnieszka z Meranii
Agnieszka z Meranii także Ilona Węgierska (ur. ok. 1215, zm. 7 stycznia 1263) – księżniczka z rodu Andechsów, księżna Austrii, przez małżeństwo z księciem Austrii Fryderykiem II Bitnym z dynastii Babenbergów, od 1256 r. księżna Karyntii poprzez małżeństwo z księciem Karyntii Ulrykiem III z dynastii Spanheimów.

## Życiorys
Agnieszka z Meranii urodziła się ok. 1215 r. Była córką księcia Meranii Otto I i  hrabiny palatynki Burgundii Beatrycze II z dynastii Hohenstaufów. Ze strony ojca była wnuczką Agnieszki von Rochlitz pochodzącej z domu Wettynów żony pierwszego księcia Meranii Bertolda IV. Jej ciotkami były Agnieszka z Meran królowa Francji, Gertruda z Meran królowa Węgier i Jadwiga Śląska księżna śląska i księżna krakowska, święta Kościoła katolickiego.

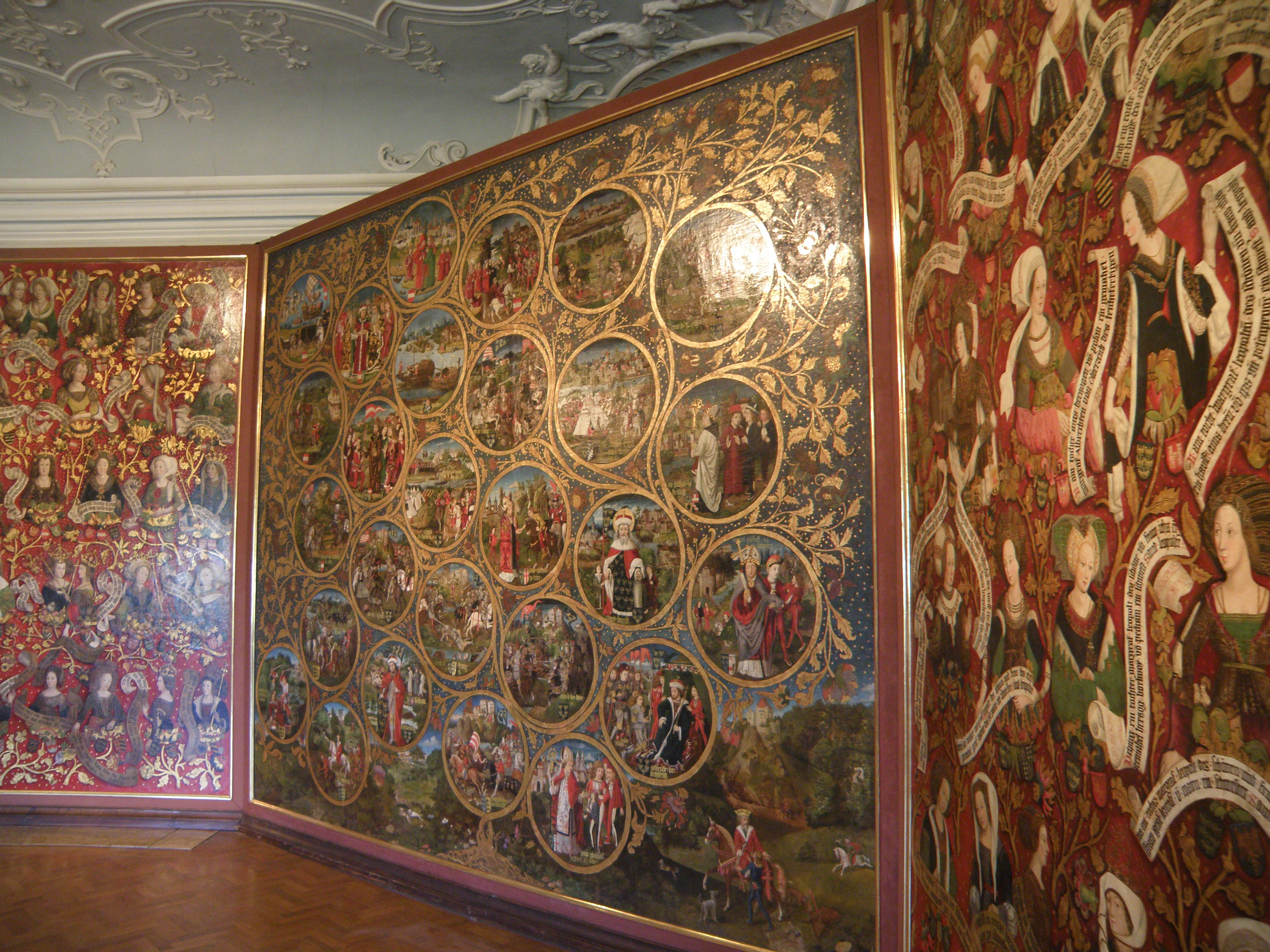
Drzewo genealogicznie Babenbergerów, Klosterneuburg

W 1229 r. wyszła za mąż za Fryderyka Babenberga, syna i dziedzica austriackiego księcia Leopolda VI. Jej mąż znany jako „Kłótliwy” rozwiódł się ze swoją pierwszą żoną Eudokią Laskariną, córką cesarza bizantyjskiego Teodora I Laskarysa, z powodu bezdzietności. W 1230 r. zastąpił swojego ojca jako austriacki książę. W 1243 r. rozwiódł się z Agnieszką również z powodu bezdzietności. Austriacki władca wdał się w konflikt graniczny z królem Węgier Belą IV i zginął w bitwie nad Litawą w 1246 r. Ponieważ nie pozostawił po sobie dzieci, wymarła wraz z nim męska linia dynastii Babenbergów. Dziedzictwo przypadło jego siostrze Małgorzacie i siostrzenicy Gertrudzie.
Od 1250 r. Agnieszka jest udokumentowana jako małżonka Ulryka z dynastii Spanheimów, syna księcia Bernharda z Karyntii. Ulryk został księciem Karyntii po śmierci ojca w 1256 r. Para miała dwoje dzieci, które zmarły w dzieciństwie. Agnieszka zmarła w 1263 r. i została pochowana w klasztorze Cystersów w Stičnej opactwie Stična (obecnie w Słowenia). Po śmierci drugiego męża w 1269 r. jej posag przeszedł na króla Czech Przemysła II Ottokara z dynastii Przemyślidów.
Jej wizerunek został uwieczniony w Drzewie genealogicznym Babenbergerów (Babenberger-Stammbaum) obrazie tablicowym, który powstał w pracowni Hansa Prata w latach 1489-1492. Tryptyk (ok. 8 m szerokości i 3,4 m wysokości) znajduje się w muzeum opactwa w Klosterneuburg i przedstawia męskich przedstawicieli rodu Babenbergów oraz ich żony i niektóre córki. Wizerunek Agnieszki znajduje się w lewym skrzydle.

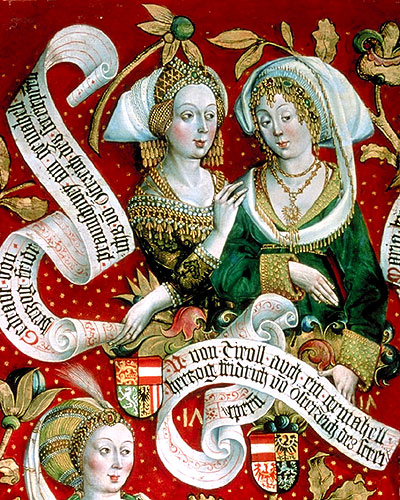
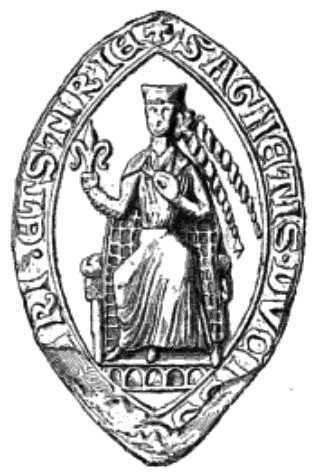
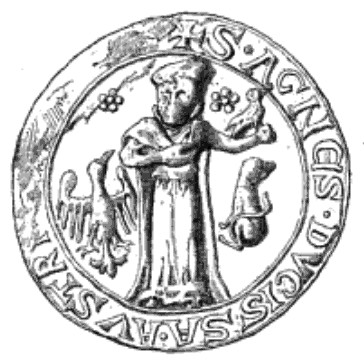
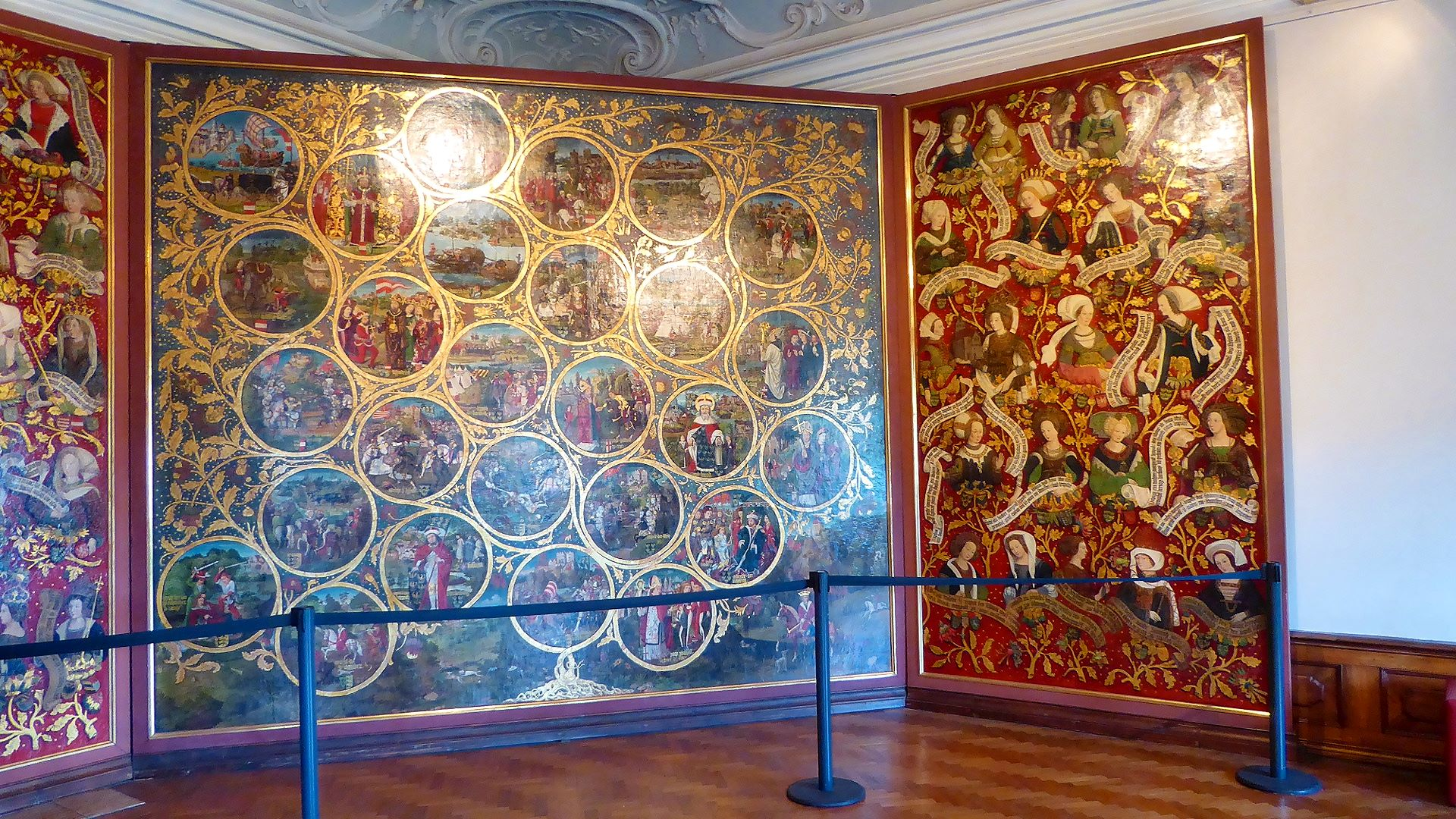